# Seznam japonskih filozofov
Seznam japonskih filozofov. Na seznam so uvrščeni še pomembnejši budistični mojstri in učitelji (tendai; amitabha; zen: rinzai, soto, obaku), (neo)šintoistični učenjaki, (neo)konfucijanski filozofi, esteti v čajnem obredu, zgodovinarji in družboslovni teoretiki trgovskega sloja iz obdobja Edo, bušido teoretiki, nacionalistični misleci iz Meidži obdobja in moderni filozofi Kjotske in ostalih (post)modernih šol.

## A
- Abe Masao  1915 - 2006
- Aizava Seišisai[Aizawa Seishisai]  1781 - 1863
- Ando Šoeki [Andō Shōeki]  1703 - 1762
- Arai Hakuseki  1657 - 1725

## B
- Bankei Jotaku [Bankei Yōtaku] 1622 - 1693
- Bassui Tokušo [Bassui Tokushō]  1327 - 1387

## Č
- Čicu [Chitsu] (7. stol.)
- Čitacu [Chitatsu] (7. stol.)

## D
- Dazai Šundai [Dazai Shundai]  1680-1747
- Dogen (okoli 1200 - 1253)
- Došo [Dosho] (7. stol.)

## E
- Eisai 1141 – 1215
- Enni Benen 1202 - 1280
- Ennin  794 - 864

## F
- Fudživara Seika [Fujiwara Seika] 1561 - 1619

## G
- Gasan Soseki  1275 – 1366
- Genšin [Genshin] 942 – 1017

## H
- Hagivara Hiromači [Hagiwara Hiromichi]  1815 - 1863
- Hajaši Gaho [Hayashi Gahō]  1618 – 1688
- Hajaši Hoko [Hayashi Hōkō] 1644 – 1732
- Hajaši Razan [Hayashi Razan]  1583 - 1657
- Hajaši Rijuko [Hayashi Ryūkō] 1681 – 1758
- Hakuin Ekaku 1686 - 1769
- Hirata Acutane [Hirata Atsutane] 1776 - 1843
- Hisamacu Šiniči [Hisamatsu Shinichi]  1889 - 1980
- Hori Keizan 1688 - 1757
- Hošina Masajuki [Hoshina Masayuki] 1611 - 1673

## I
- Ikju Sodžun [Ikkyu Sojun]  1394 - 1481
- Inoue Tecudžiro [Inoue Tetsujirō] 1855 – 1944
- Ippen 1234 – 1289
- Išida Baigan [Ishida Baigan]  1685-1744
- Ito Jinsai 1627 - 1705

## J
- Jamaga Soko [Yamaga Soko] 1622 - 1685
- Jamamoto Cunetomo [Yamamoto Tsunetomo] 1659 - 1719
- Jamasaki Ansai [Yamazaki Ansai]  1619 - 1682
- Jošida Kanetomo [Yoshida Kanetomo]  1435 - 1511
- Jošikava Koretaru [Yoshikawa Koretaru] 1616 - 1694

## K
- Kada no Azumamaro 1669 - 1736
- Kaibara Ekken  1630 - 1714
- Kaiho Seirjo [Kaiho Seiryo]  1755 - 1817
- Kamo no Mabuči [Kamo no Mabuchi] 1697 - 1769
- Uchimura Kanzō 1861 – 1930
- Karatani Kojin 1941 -
- Keizan Džokin [Keizan Jokin] 1268 - 1325
- Kijoši Miki [Kiyoshi Miki] 1897 - 1945
- Kyōsuke Kindaichi (1882-1971); vnuka Masumi Kindaichi (1949-) in Hideho Kindaichi (1953-) - vsi jezikoslovci
- Kiyokazu Washida (1949 -)
- Koga Seiri 1750 - 1817
- Koun Edžo [Koun Ejō],  1198 - 1280
- Kukai 774 – 835
- Kuki Šuzo [Kuki Shūzō]  1888 – 1941
- Kita Iki [Kita Ikki]  1883 - 1937
- Kumazava Banzan [Kumazawa Banzan] 1610 - 1691

## M
- Mijamoto Musaši [Miyamoto Musashi]  (okoli 1584 - 1645)
- Kenji Miyazawa?
- Mijočo Šuho [Myocho Shuho] (tudi Daito Kokushi)  1282 - 1338
- Miura Baien 1723 - 1789
- Motoori Norinaga  1730 - 1801
- Muro Kjuso [Muro  Kyuso]  1658 - 1734
- Muso Soseki  1275 - 1351

## N
- Nakae Todžu [Nakae Tōju]  1608 – 1648
- Nakai Čikuzan [Nakai Chikuzan],  1730 - 1804
- Nakamura Hadžime [Nakamura Hajime],  1911 - 1999
- Yujin Nagasawa 1975 -
- Ničiren [Nichiren]  1222 - 1282
- Niši Amane [Nishi Amane]  1829 - 1897
- Nišida Kitaro [Nishida Kitaro]  1870 - 1945
- Nišitani Keidži [Nishitani Keiji]  1900 - 1991

## O
- Ogju Sorai [Ogyu Sorai]  1666 - 1728
- Okuni Takamasa  1792 - 1871
- Oiši Jošio [Oishi Yoshio]  zgodnje 18. stol.
- Ryōsuke Ōhashi 1944 -
- Masachi Osawa (sociolog)
- Ōšio Heihačirō

## R
- Rjokan Taigu [Ryōkan Taigu]  1758 – 1831

## S
- Saičo [Saichō],  767 – 822
- Sen no Rikju [Sen No Rikyu]  1522 - 1591
- Sessju Tojo [Sesshū Tōyō]  1420 – 1506
- Suzuki, Daisecu Teitaro [Daisetsu Teitaro Suzuki]  1870 - 1966
- Suzuki Šosan [Suzuki Shōsan] 1579 – 1655

## Š
- Šotoku [Shotoku]  6/7 stol.
- Kuki Šuzo

## T
- Takuan Soho 1573 - 1645
- Shogyu Takayama 1871 - 1902
- Tanabe Hadžime [Tanabe Hajime] 1885 - 1962
- Tominaga Nakamoto 1715 - 1746
- Tomonubu Imamiči [Tomonubu Imamichi] 1922 - 2012

## U
- Shizuteru Ueda [Ueda Šicuteru / Ueda Shizuteru] 1926 - 2019
- Tatsuru Uchida 1950 -

## V
- Vacuji Tecuro [Watsuji Tetsuro]  1889 - 1960
- Vatarai Cunejoši [Watarai Tsuneyoshi] 1263 - 1339

## Y
- Juichi Yamagiwa - antropolog
- Seizan Yanagida 1922 - 2006

## Z
- Zeami Motokijo [Zeami Motokiyo]  1363 – 1443